# Alexandre Ramsay de Mar
Capitão Alexander Arthur Alfonso David Maule Ramsay de Mar DL (21 de dezembro de 1919 – 20 de dezembro de 2000) foi o único filho da princesa Patrícia de Connaught, que renunciou ao título e estilos reais quando se casou com o então tenente-capitão O Honorável Alexandre Ramsay em fevereiro de 1919. Sua mãe era a filha mais nova do príncipe Artur, Duque de Connaught, o terceiro filho da rainha Vitória e do príncipe Alberto. Seu pai era o terceiro filho de John Ramsay, 13.º Conde de Dalhousie. Alexandre foi primo em primeiro grau da rainha Ingrid da Dinamarca, do príncipe Gustavo Adolfo (o pai do atual rei da Suécia) e seus irmãos, porque a irmã da sua mãe, a princesa Margarida de Connaught, era sua tia e esposa do príncipe-herdeiro da Suécia.

## Biografia
Ramsay nasceu Alexander Arthur Alfonso David Maule Ramsay em 21 de dezembro de 1919 na Clarence House, então residência em Londres de seu avô materno, o duque de Connaught. Ele (junto com seu primo Visconde Lascelles, mais tarde sétimo conde de Harewood) atuou como uma pagem de honra durante a coroação do rei Jorge VI e da rainha Isabel. Depois de deixar o Eton College no mesmo ano, ele recebeu comissão da Guarda Granadeiro. Ramsay serviu ativamente no norte da África durante a Segunda Guerra Mundial. Ele perdeu a perna direita durante uma batalha de tanques na Tunísia em 1943. Em 1944, ele se juntou à equipe de seu primo, o duque de Gloucester, que era então governador-geral da Austrália.
Ao retornar à Grã-Bretanha em 1947, ele foi informado de que herdaria a Mar Lodge e as propriedades de sua tia, a princesa Alexandra, 2.ª Duquesa de Fife. Em preparação para esse papel, ele estudou agricultura no Trinity College, Cambridge. Depois de se formar em 1952, ele trabalhou por três anos como assistente fator em Linlithgow e em South Queensferry. Ramsay herdou a propriedade de Mar, tornando-se o novo Lorde de Mar, em 1959. Nesse ponto, o Honorável Senhor Lorde Lyon, rei das armas permitiu que ele acrescentasse a designação "de Mar" ao seu nome. Parte da propriedade teve que ser vendida para pagar o imposto sobre herança e se tornou Mar Lodge Estate.
Em 1956, Ramsay casou-se com Flora Fraser (nascida em 18 de outubro de 1930), filha única de Alexander Fraser, 20.º Lorde Saltoun, chefe do clã Fraser. Sua esposa sucedeu seu pai como a 21.ª Lady Saltoun e chefe do clã Fraser por próprio direito em 1979. Posteriormente, eles residiram na sede da família, o Castelo de Cairnbulg, em Fraserburgh, Aberdeenshire. Em 1971, ele se tornou o vice-tenente lorde de Aberdeenshire.
Embora os Ramsays de Mar não tivessem títulos reais e não exercessem funções públicas, eram considerados membros estendidos da família real britânica, participando da maioria dos grandes eventos reais. Alexander Ramsay de Mar, faleceu às vésperas de seu octogésimo primeiro aniversário. Na época de sua morte, ele era um dos cinco bisnetos sobreviventes da rainha Vitória (os outros quatro eram o conde Sigvard Bernadotte (1907–2002), infanta Beatriz da Espanha (1909–2002), Lady Katherine Brandram (1913–2007) e o conde Carlos João Bernadotte (1916–2012).

## Família
O capitão Alexander Ramsay de Mar e Lady Saltoun teve três filhas:
- Katharine Fraser, senhora de Saltoun, vice-tenente de Aberdeenshire desde 2005 (nascida em 11 de outubro de 1957), casado em 3 de maio de 1980 com o capitão Mark Malise Nicolson (nascido em 29 de setembro de 1954). Eles têm três filhos e três netos:
  - Louise Alexandra Patricia Nicolson (nascida em 2 de setembro de 1984) se casou com Charles Morshead em 25 de maio de 2013. Eles têm dois filhos:
    - Rory Thomas Malise Morshead (27 de maio de 2015)
    - Frederick Charles Merlin Morshead (15 de março de 2018)

  - Juliet Victoria Katharine Nicolson (nascida em 3 de março de 1988) casou-se com Simon Alexander Rood em 11 de julho de 2015.
    - Albert "Albie" Alexander Gordon Rood (nascido em 7 de junho de 2018)

  - Alexander William Malise Fraser (nascido em 5 de julho de 1990)
- Alice Elizabeth Margaret Ramsay de Mar (nascida em 8 de julho de 1961) casou-se com David Alan Ramsey em 28 de julho de 1990
  - Alexander David Ramsey (nascido em 17 de dezembro de 1991)
  - Victoria Alice Ramsey (nascida em 7 de abril de 1994)
  - George Arthur Ramsey (nascido em 28 de setembro de 1995)
  - Oliver Henry Ramsey (nascido em 28 de setembro de 1995)
- Elizabeth Alexandra Mary Ramsay de Mar (nascida em 15 de abril de 1963)

Katharine Fraser é a herdeira presuntiva do pariato de sua mãe e da chefia do clã Fraser. O Honorável Senhor Lorde Lyon, rei das armas reconheceu oficialmente o uso do sobrenome Fraser em 1973. Sua filha mais velha Louise também o usou até Alexander nascer, quando ela deixou de usar o sobrenome e seu irmão o usou.
Elizabeth Ramsay é a tineta mais nova da rainha Vitória.